# Sadziec

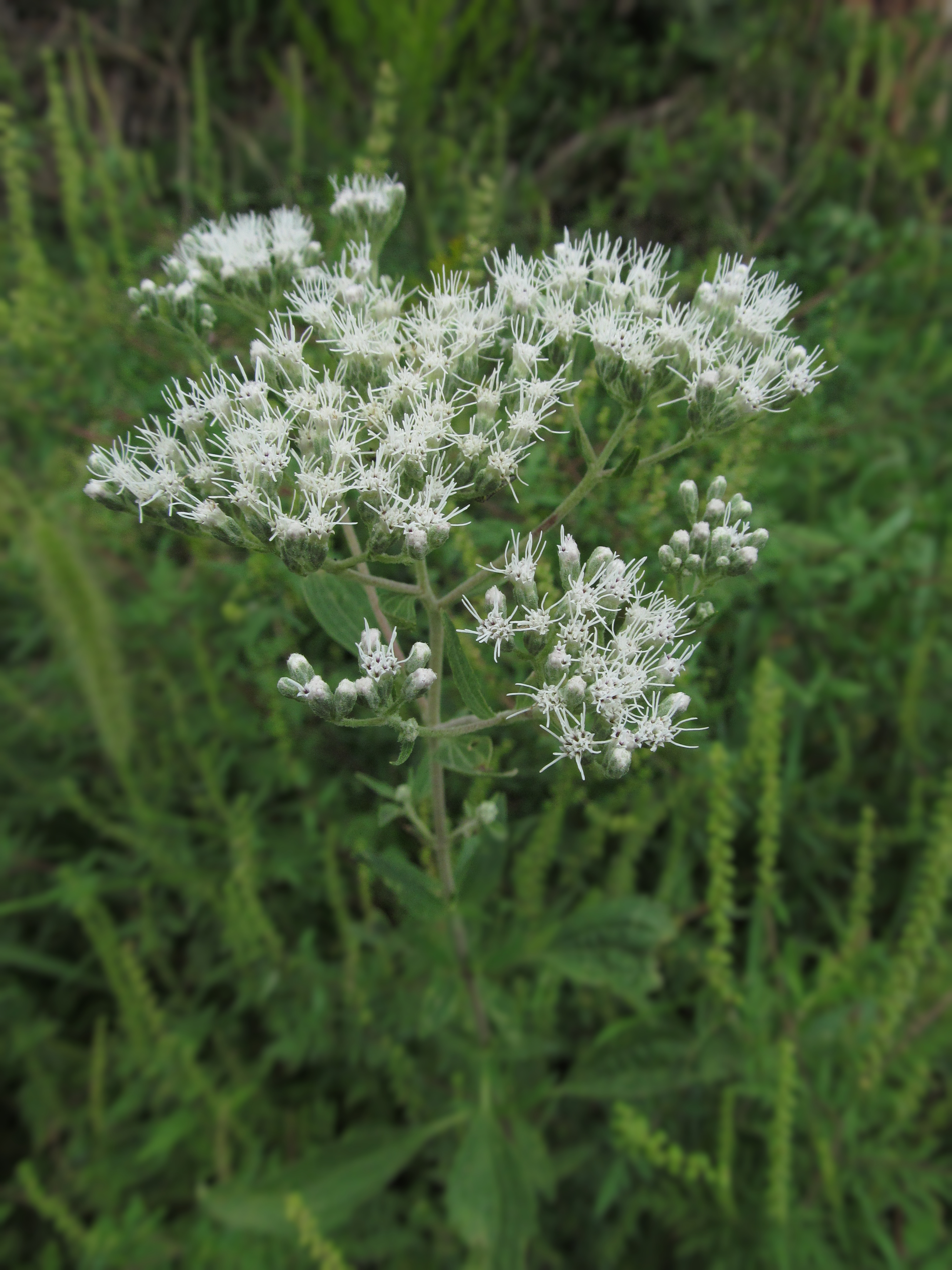
Eupatorium altissimum

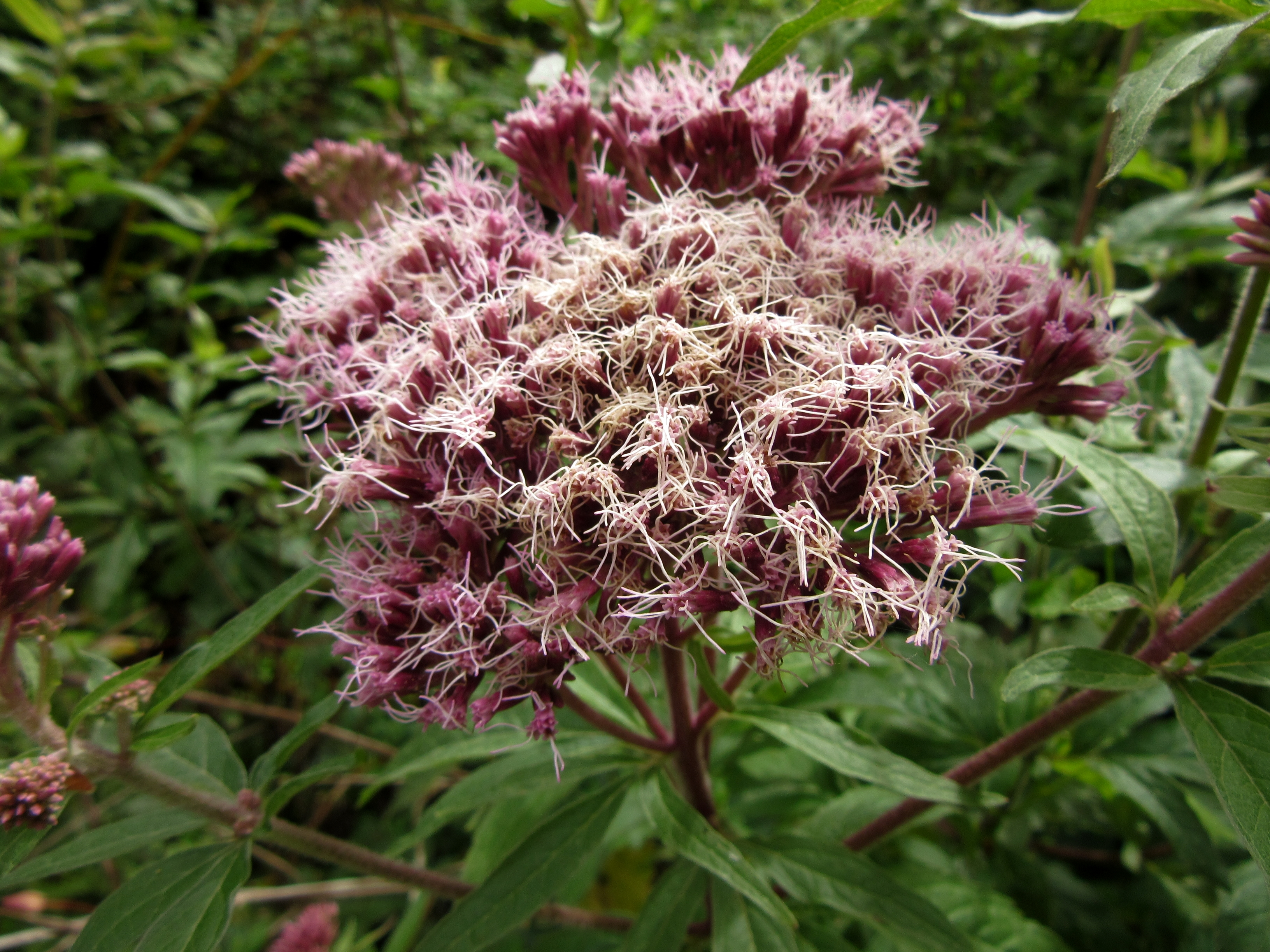
Sadziec konopiasty

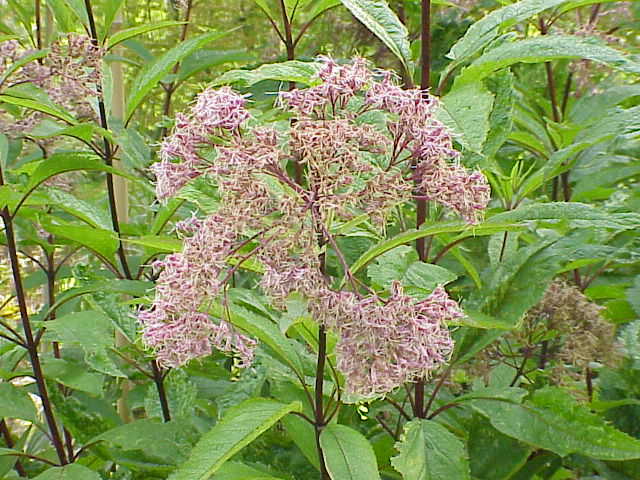
Sadziec purpurowy

Sadziec (Eupatorium L.) – rodzaj roślin należący do rodziny astrowatych. Jest bardzo trudny do klasyfikacji taksonomicznej i w różnych ujęciach bardzo zmienna jest liczba podawanych w jego obrębie gatunków – od około 40–45 do 126 i więcej – nawet bardzo szerokich ujęć obejmujących ok. 1200 gatunków. Zasięg rodzaju obejmuje wschodnią część Ameryki Północnej, Europę i wschodnią Azję. W Polsce dziko rośnie tylko sadziec konopiasty E. cannabinum (zarazem gatunek typowy rodzaju). Rośliny te występują na różnych siedliskach od wilgotnych i cienistych po suche i słoneczne.
Kilka gatunków jest uprawianych (np. sadziec konopiasty, dęty, plamisty, purpurowy). Wiele dawniej tu zaliczanych gatunków przeniesionych zostało do innych rodzajów, w tym gatunek uprawiany także w Polsce jako „sadziec wonny” (→ Ageratina aromatica).

## Morfologia

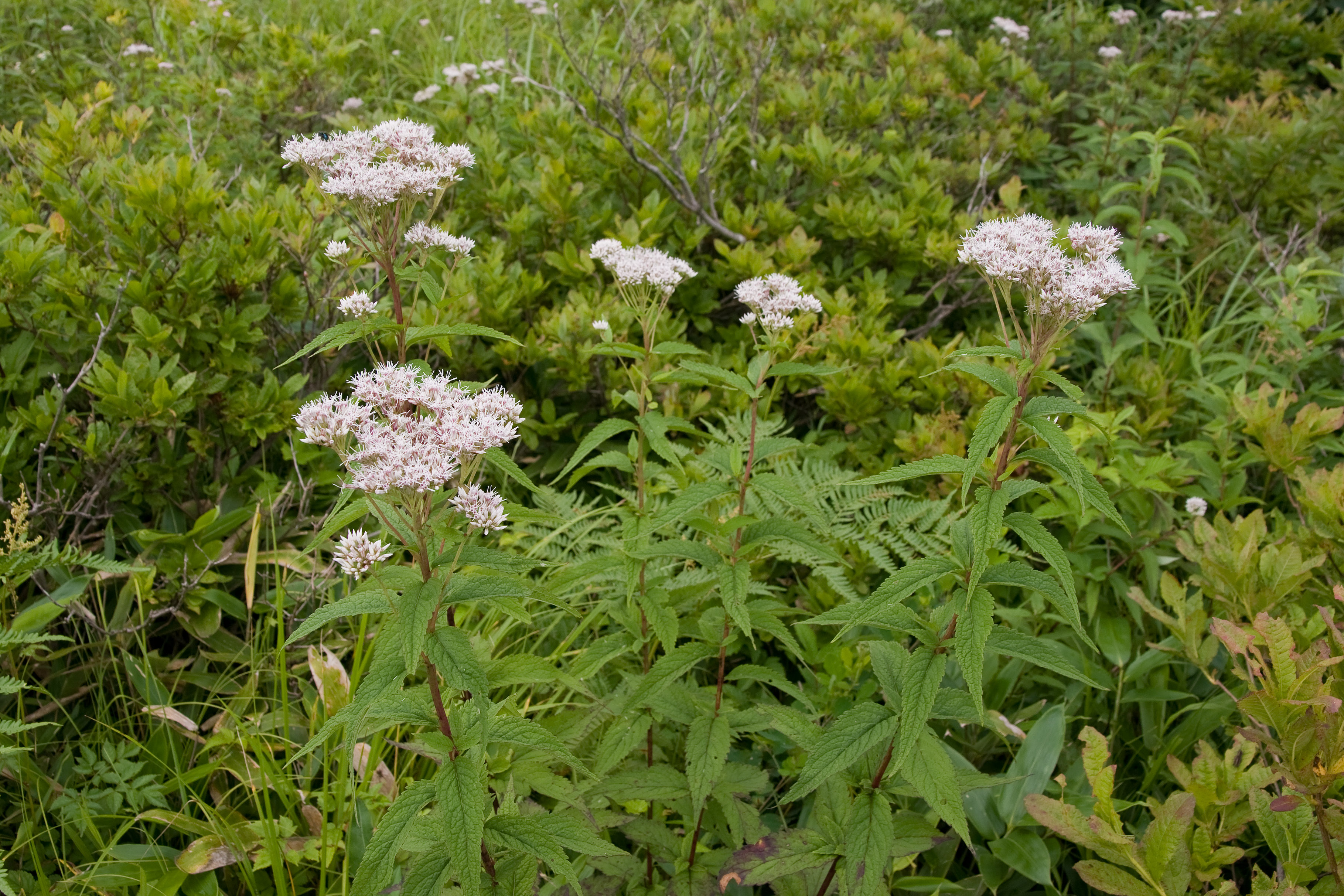
Eupatorium chinense var. sachalinense

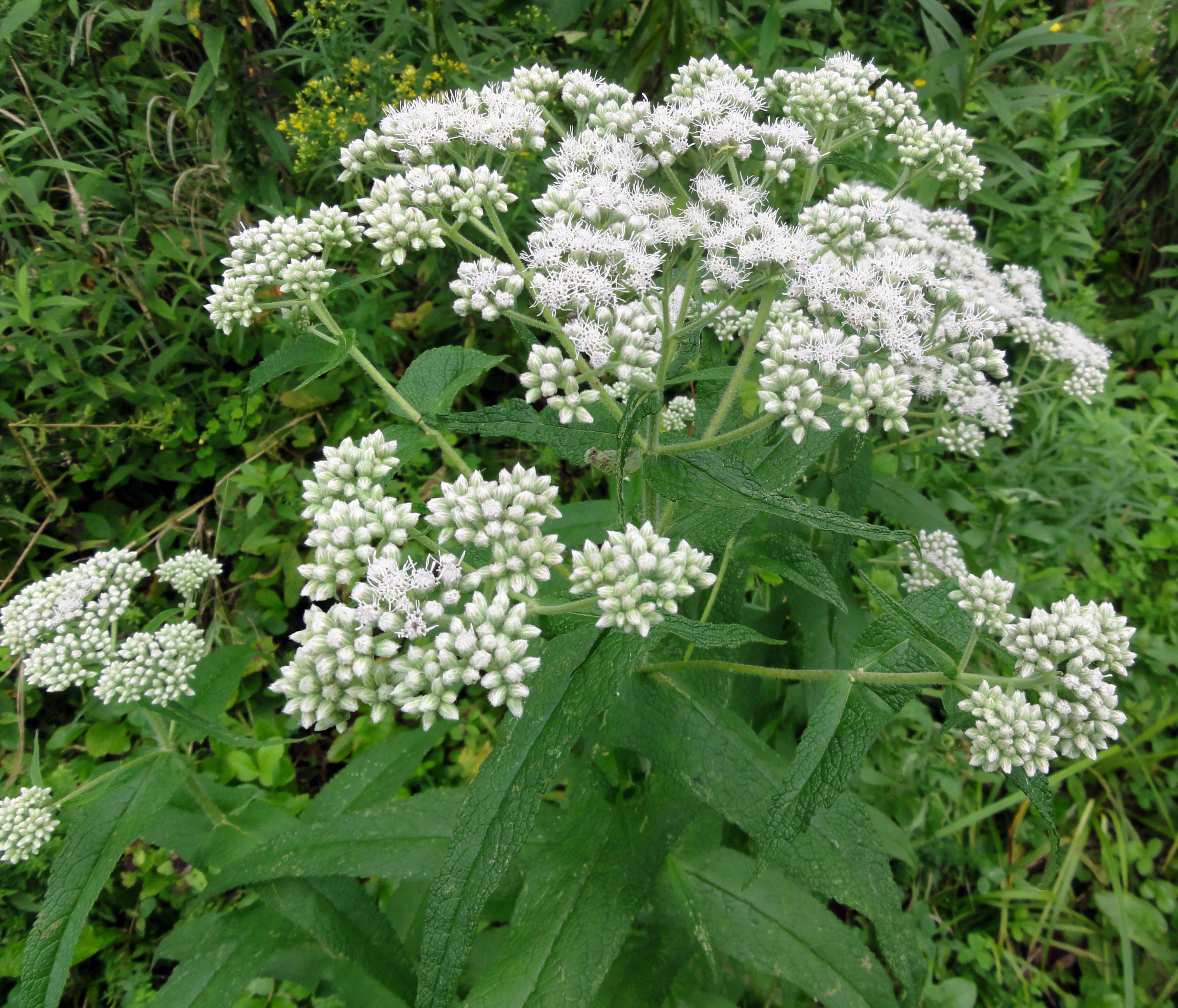
Eupatorium perfoliatum

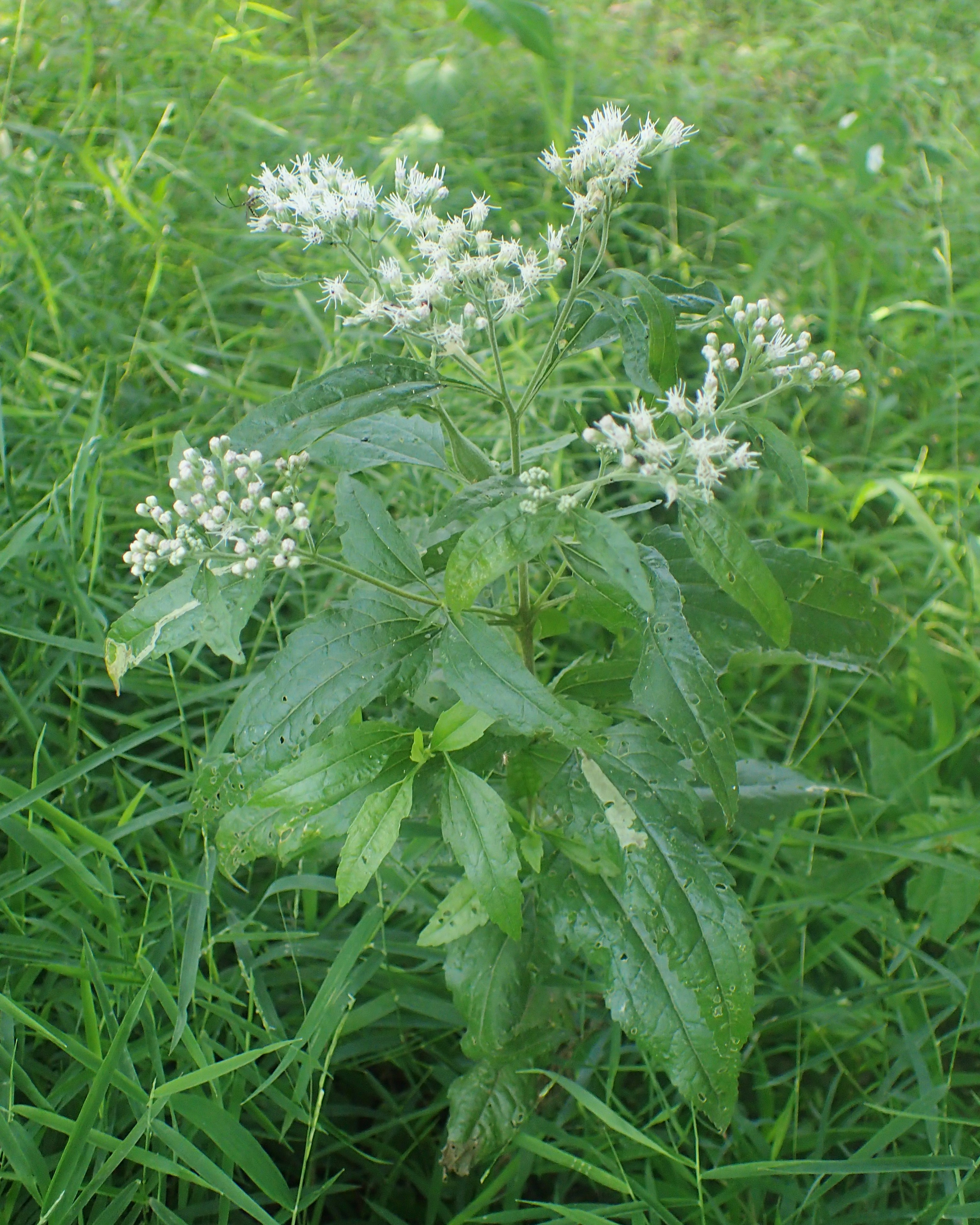
Eupatorium serotinum

PokrójByliny i rośliny jednoroczne osiągające od 30 do 200 cm wysokości. Łodygi prosto wzniesione i poza obrębem kwiatostanu zwykle nierozgałęzione.
LiścieZwykle naprzeciwległe, czasem okółkowe, w górnej części pędu czasem skrętoległe. Siedzące lub ogonkowe. Kształt blaszki zróżnicowany u różnych gatunków – trójkątny, jajowaty, okrągławy, lancetowaty do równowąskiego. Blaszka niepodzielona, pierzasto podzielona albo trójdzielna, czasem klapowana pierzasto lub dłoniasto. Blaszka może być naga lub omszona, gruczołowata lub szczeciniasto owłosiona, całobrzega lub ząbkowana.
KwiatyDrobne, zebrane w dyskowate koszyczki, a te z kolei w wierzchotkowaty kwiatostan złożony. Okrywa ma średnicę 1–3 mm, rzadko ponad 5 mm. Listków okrywy jest od 7 do 15, w 2–3 rzędach, zwykle są zielone, podobnej długości i omszone lub ogruczolone, różnego kształtu u różnych gatunków, czasem obłonione, rzadko nagie. Kwiatów promienistych w koszyczku jest zwykle około 5, rzadko więcej. Korona ma kształt trąbkowaty do dzwonkowatego i jest barwy białej, rzadziej różowej do fioletowej. Ząbki korony, których jest 5, są trójkątne.
OwoceNiełupki 5-żebrowe, zwykle nagie, z 20–50 rzęskami białawego, drobno owłosionego puchu kielichowego.

## Systematyka
Homonimy taksonomiczne
Eupatorium Bubani = Agrimonia L.
Pozycja systematyczna
Rodzaj z plemienia Eupatorieae, podrodziny Asteroideae i rodziny astrowatych Asteraceae. Wiele dawniej tu zaliczanych gatunków przeniesionych zostało do innych rodzajów (Ageratina, Chromolaena, Critonia, Conoclinium, Fleischmannia, Koanophyllon, Tamaulipa, Eutrochium).
Wykaz gatunków
- Eupatorium adspersum Klatt
- Eupatorium agrigaudium Cabrera
- Eupatorium album L.
- Eupatorium altissimum L.
- Eupatorium amabile Kitam.
- Eupatorium amambayense Cabrera
- Eupatorium angustilobum C.Shih, S.Y.Jin & S.R.Chen
- Eupatorium × arakianum Murata & H.Koyama
- Eupatorium areniscophilum Cabrera
- Eupatorium argentinum Ariza
- Eupatorium asper Baker
- Eupatorium asperrimum Sch.Bip. ex Baker
- Eupatorium ballotifolium Kunth
- Eupatorium benguetense C.B.Rob.
- Eupatorium boyacense B.L.Rob.
- Eupatorium buchii Urb.
- Eupatorium bullulatum Urb. & Ekman
- Eupatorium burchellii Baker
- Eupatorium camiguinense Merr.
- Eupatorium cannabinum L. – sadziec konopiasty
- Eupatorium capillifolium (Lam.) Small ex Porter & Britton
- Eupatorium charpinii Cabrera
- Eupatorium chinense L.
- Eupatorium clibadioides Baker
- Eupatorium compositifolium  Walter
- Eupatorium compressum Gardner
- Eupatorium concinnum DC.
- Eupatorium conspicuum Mart. ex Colla
- Eupatorium contortum C.D.Adams
- Eupatorium cordifolium Sw.
- Eupatorium × cordigerum (Fernald) Fernald
- Eupatorium crenifolium Hand.-Mazz.
- Eupatorium crenulatum B.A.Gomes
- Eupatorium cuneifolium Willd.
- Eupatorium cyrilli-nelsoni i Ant.Molina
- Eupatorium doichangense H.Koyama
- Eupatorium dolichopus Urb.
- Eupatorium dubium Willd. ex Poiret
- Eupatorium dumosum Sch.Bip.
- Eupatorium fiebrigii Hieron.
- Eupatorium fistulosum J. Barratt – sadziec dęty
- Eupatorium formosanum Hayata
- Eupatorium fortunei Turcz.
- Eupatorium gnaphalioides Cabrera
- Eupatorium godfreyanum Cronquist
- Eupatorium griseum J.M.Coult.
- Eupatorium hebes H.Rob.
- Eupatorium hecatanthum (DC.) Baker
- Eupatorium hieronymi S.E.Freire
- Eupatorium hualienense C.H.Ou, S.W.Chung & C.I Peng
- Eupatorium hyssopifolium L.
- Eupatorium incisum Rich.
- Eupatorium inulifolium Kunth
- Eupatorium invaefolium L.
- Eupatorium ixiocladon Benth.
- Eupatorium jacquemontii Urb.
- Eupatorium kiirunense (Kitam.) C.H.Ou & S.W.Chung
- Eupatorium kingii Cabrera
- Eupatorium kupperi Suess.
- Eupatorium lancifolium (Torr. & A.Gray) Small
- Eupatorium larcheanum Urb.
- Eupatorium leptophyllum DC.
- Eupatorium leucolepis (DC.) Torr. & A.Gray
- Eupatorium lindleyanum DC.
- Eupatorium lineatum Sch.Bip. ex Baker
- Eupatorium littorale Alain
- Eupatorium luchuense Nakai
- Eupatorium lymansmithii (B.L.Rob.) Steyerm.
- Eupatorium macrochaetum Urb. & Ekman
- Eupatorium maculatum L. – sadziec plamisty
- Eupatorium makinoi T.Kawahara & T.Yahara
- Eupatorium maracayuense Chodat
- Eupatorium marquezianum Gómez de la Maza
- Eupatorium medullosum Urb.
- Eupatorium mikanioides Chapm.
- Eupatorium mohrii Greene
- Eupatorium mornicolum Urb. & Ekman
- Eupatorium nanchuanense Y.Ling & C.Shih
- Eupatorium nodiflorum Wall. ex DC.
- Eupatorium novae-angliae (Fernald) V.I.Sullivan ex A.Haines & Sorrie
- Eupatorium obtusissmum P. DC.
- Eupatorium omeiense Y.Ling & C.Shih
- Eupatorium orbiculatum DC.
- Eupatorium organense Gaertn.
- Eupatorium ostenii B.L.Rob.
- Eupatorium oxylepis Sch.Bip. ex Klatt
- Eupatorium paucicapitulatu m Hieron.
- Eupatorium perfoliatum L.
- Eupatorium petiolata Banks & Soland.
- Eupatorium pilosum Walter
- Eupatorium × pinnatifidum Elliott
- Eupatorium piptopappum Sch.Bip.
- Eupatorium plebeia Boiss.
- Eupatorium plectranthifoli um Benth.
- Eupatorium polycladum Dusén
- Eupatorium × polyneuron (F.J. Herm.) Wunderlin
- Eupatorium purpureum L. – sadziec purpurowy
- Eupatorium quaternum DC.
- Eupatorium ramosissimum Gardner
- Eupatorium resinosum Torr. ex DC.
- Eupatorium rosengurttii Cabrera
- Eupatorium rotundifolium L.
- Eupatorium sambucifolium Elmer
- Eupatorium schininii Cabrera
- Eupatorium schizanthum Griseb.
- Eupatorium selloi Baker
- Eupatorium semiserratum DC.
- Eupatorium serotinum Michx.
- Eupatorium sessilifolium L.
- Eupatorium shimadai Kitam.
- Eupatorium sprengelianum DC.
- Eupatorium squamosum D.Don
- Eupatorium steetzii B.L.Rob.
- Eupatorium subcordatum Benth.
- Eupatorium suffruticosum Sessé & Moc.
- Eupatorium tanacetifolium Gillies ex Hook. & Arn.
- Eupatorium tashiroi Hayata
- Eupatorium tawadae Kitam.
- Eupatorium tequendamense Hieron.
- Eupatorium toppingianum Elmer
- Eupatorium trichospermoide s Alain
- Eupatorium tripartitum (Makino) Murata & H.Koyama
- Eupatorium umbelliforme Dusén
- Eupatorium urbanii Ekman
- Eupatorium variabile Makino
- Eupatorium yakushimaense Masam. & Kitam.

## Zastosowanie
Sadziec konopiasty jest rośliną leczniczą. Kilka gatunków jest uprawianych (także w Europie Środkowej) jako rośliny ozdobne (np. sadziec konopiasty, dęty, plamisty, purpurowy). W ofercie handlowej jako sadźce znajdują się także przedstawiciele innych rodzajów (Ageratina aromatica jako „sadziec wonny” i Ageratina altissima jako „sadziec pomarszczony”). Stosowane są na rabatach i w grupach bylinowych, w miejscach wilgotnych, żyznych i słonecznych. Do walorów należy to, że są atrakcyjne dla licznych motyli, nadają się także na kwiat cięty.

## Uprawa
Wymagają żyznej i przepuszczalnej gleby oraz słonecznego stanowiska. Rozmnaża się je z sadzonek wytwarzanych latem, przez wysiew nasion wiosną, lub przez podział jesienią. Po przekwitnięciu obcina się kwiatostany. Sadzonki sadźca zaleca się sadzić w miejscu lekko osłoniętym, półcienistym – dzięki temu będą wytwarzały intensywnie wybarwione, większe liście, a przy tym zmniejszy się pracochłonność zabiegów pielęgnacyjnych. Należy uważać przy komponowaniu roślin niskich i wolno rosnących – sadziec może je zagłuszyć. 
Rośliny uprawiane w Europie Środkowej preferują gleby żyzne, próchnicze, przepuszczalne i umiarkowanie wilgotne (tolerują szeroki zakres pH – przy czym sadziec plamisty lepiej sprawdza się na podłożu wapiennym). Gleby lekkie, piaszczyste przed sadzeniem powinno się wzbogacić kompostem i obornikiem.